# Boby, mi buen amigo
Boby, no me extrañes, más conocida como Boby, mi buen amigo, es una canción argentina compuesta por el productor Poggy Almendra e interpretada por una niña conocida como Gracielita. Fue utilizada como jingle publicitario en 1981 por la Policía Provincial de Buenos Aires para el operativo Sol, un plan de seguridad para patrullar las rutas y proteger a los turistas. La intención de dicho jingle publicitario era que los vacacionistas no llevaran mascotas a las playas para evitar incidentes.
La canción tiene la particularidad de ser utilizada por las hinchadas de fútbol para entonar sus diversos cánticos en los partidos.

## Letra
En la letra del jingle publicitario, se puede apreciar cómo una niña le habla a su perro Boby, su buen amigo, porque escuchó que su padre no lo podría llevar a unas vacaciones de verano. Le pide a su perro que no la extrañe mucho porque "pronto regresará".

Boby, mi buen amigo 
 este verano no podrás venir conmigo 

Hoy escuché, cuando papá 
 decía que esta vez no te podrá llevar 
Boby, para que vengas 
 he prometido que muy bien me portaré 
Globos ni helados, no pediré 
 y por las noches temprano me acostaré 
Boby no me extrañes mucho 
 pronto voy a regresar 
Cuida todos mis juguetes 
 Boby no te portes mal 
Boby, cuando regrese 
 voy a traerte en un frasquito el mar 
Los caracoles, voy a juntar 
 y voy a hacer un bonito collar
Boby, perrito amigo 
 entre las olas no te veré saltar 
No irás corriendo, tras mi pelota 
 ni te veré perseguir las gaviotas
Boby no me extrañes mucho 
 pronto voy a regresar 

Cuida todos mis juguetes 
 Boby no te portes mal
Poggy Almendra  1981  

## Versiones
El operativo Sol marcó un precedente después del aviso publicitario, porque numerosas hinchadas del fútbol argentino comenzaron a corear las estrofas de la canción, cambiando la letra acorde al club. Tal fue el impacto que numerosas hinchadas latinoamericanas y europeas comenzaron a utilizarla como cántico al inicio del partido, para recibir al equipo. La hinchada de San Lorenzo de Almagro, conocida como la Gloriosa Butteler, se adjudica el hecho de ser la primera en amoldar la canción como cántico en las tribunas.

“(Nombre del club), mi buen amigo, esta campaña volveremo' a estar contigo / Te alentaremos de corazón, ésta es tu hinchada que te quiere ver campeón / No me importan lo que digan, lo que digan los demás  / Yo te sigo a todas partes, cada vez te quiero más”.

En 2022, una versión de la canción se hizo viral por ser catalogada por los medios de comunicación de ser de índole racista. Esta fue entonada por un grupo de jóvenes argentinos en la previa de la Copa Mundial de Fútbol 2022 y mencionaba el origen étnico de los jugadores de la selección francesa, particularmente mencionando al jugador Kylian Mbappé como un «cometravas» (en el lunfardo argentino, esta palabra hace referencia a un hombre que ha tenido un amorío o una relación sexual con una mujer transgénero). El cántico, inspirado en una versión mucho más grotesca de la hinchada de Nueva Chicago, escaló a la polémica entre la Federación Francesa de Fútbol y la Asociación del Fútbol Argentino cuando los propios de los jugadores de la selección argentina lo cantaron luego de la obtención de la Copa América 2024 —tal como lo pudo captar un live de Instagram del jugador Enzo Fernández—.

“Escuchen, corran la bola, juegan en Francia pero son todos de Angola / Que lindo es, van a correr, son «cometravas» como el put* de Mbappé / Su vieja es nigeriana, su viejo camerunés  / Pero en el documento, nacionalidad: francés”.